# LGV Est européenne
La LGV linea grande velocità Est européenne, o ligne nouvelle 6 (LN6), è una linea ferroviaria francese ad alta velocità che collega Vaires-sur-Marne nella Seine-et-Marne e Vendenheim nel Bas-Rhin.
Sono notevolmente accelerate le relazioni e i collegamenti fra Parigi e le regioni del nord-est della Francia, la Germania, la Svizzera e il Lussemburgo con l'entrata in funzione, il 10 giugno 2007, di un primo tratto di questa nuova linea ad alta velocità (circa 300 km), fra Vaires-sur-Marne e Baudrecourt (Mosella).
La LGV Est è parte integrante del colossale progetto di alta velocità ferroviaria che punta a collegare con l'alta velocità Parigi e Budapest entro il 2015.
Percorsa in servizio commerciale a più di 320 km/h, è ad oggi la linea ferroviaria con la velocità più elevata del mondo.

## Storia
La LGV Est è il frutto di un lungo progetto iniziato nel 1985 con la creazione di un tavolo di lavoro presieduto da Claude Rattier, ingegnere generale dei ponts et chaussées, poi da Philippe Essig, ingegnere generale. Il rapporto di questo tavolo di lavoro è stato fondamentale per dare il via agli studi preliminari e alle perizie necessarie (1992 e 1993) prima di intraprendere la costruzione della linea.

### La nascita del progetto
- 1992: lo schema direttore delle linee ad alta velocità prevede di realizzare rapidamente il TGV Est, classificandolo fra i progetti prioritari.
- 22 maggio 1992: in un summit franco-tedesco a La Rochelle (Charente-Maritime), i due Stati si impegnano a realizzare una linea ferroviaria ad alta velocità che colleghi Francia e Germania e che comprenda due rami: uno verso nord via Saarbrücken-Mannheim e uno verso sud via Strasburgo-Karlsruhe.
- 14 maggio 1996: dichiarazione d'utilità pubblica che prevede una stazione d'interconnessione à Vandières (54), situata al crocevia della linea del TGV Est e dell'asse ferroviario Lussemburgo-Metz-Nancy-Lione.
- 18 dicembre 2003: il governo Raffarin ha annunciato l'attuazione di una cinquantina di progetti di "ristrutturazione del territorio", di cui 8 destinati al TGV. Ciò include già la seconda fase del TGV Est che dovrebbe avere inizio nel 2010. Inoltre, la connessione del TGV Est con l'ICE (treno ad alta velocità tedesco) avrà luogo nel 2007.
- 24 gennaio 2007: firma del protocollo di finanziamento degli studi e dei lavori preparativi all'avvio della seconda fase del progetto LGV Est, cioè il prolungamento della linea da Baudrecourt (Mosella) e Strasburgo (quindi un'ulteriore estensione di circa 106 km).
- 15 marzo 2007: inaugurazione ufficiale della LGV Est européenne.
- 3 aprile 2007: il TGV Est, alle 13h15, ha battuto il record del mondo di velocità su rotaia raggiungendo l'incredibile velocità di 574,8 km/h, circa 160 m/s.
- 10 aprile 2007: primo giorno della messa in vendita dei biglietti per il TGV Est, sul sito web della SNCF.
- 10 giugno 2007: esattamente 2 mesi dopo il record del mondo di velocità, il TGV Est ha iniziato il servizio commerciale.

### La costruzione della linea

#### Una costruzione divisa in due fasi
La costruzione della linea è stata suddivisa in due tratte, per facilitare il finanziamento dell'opera:

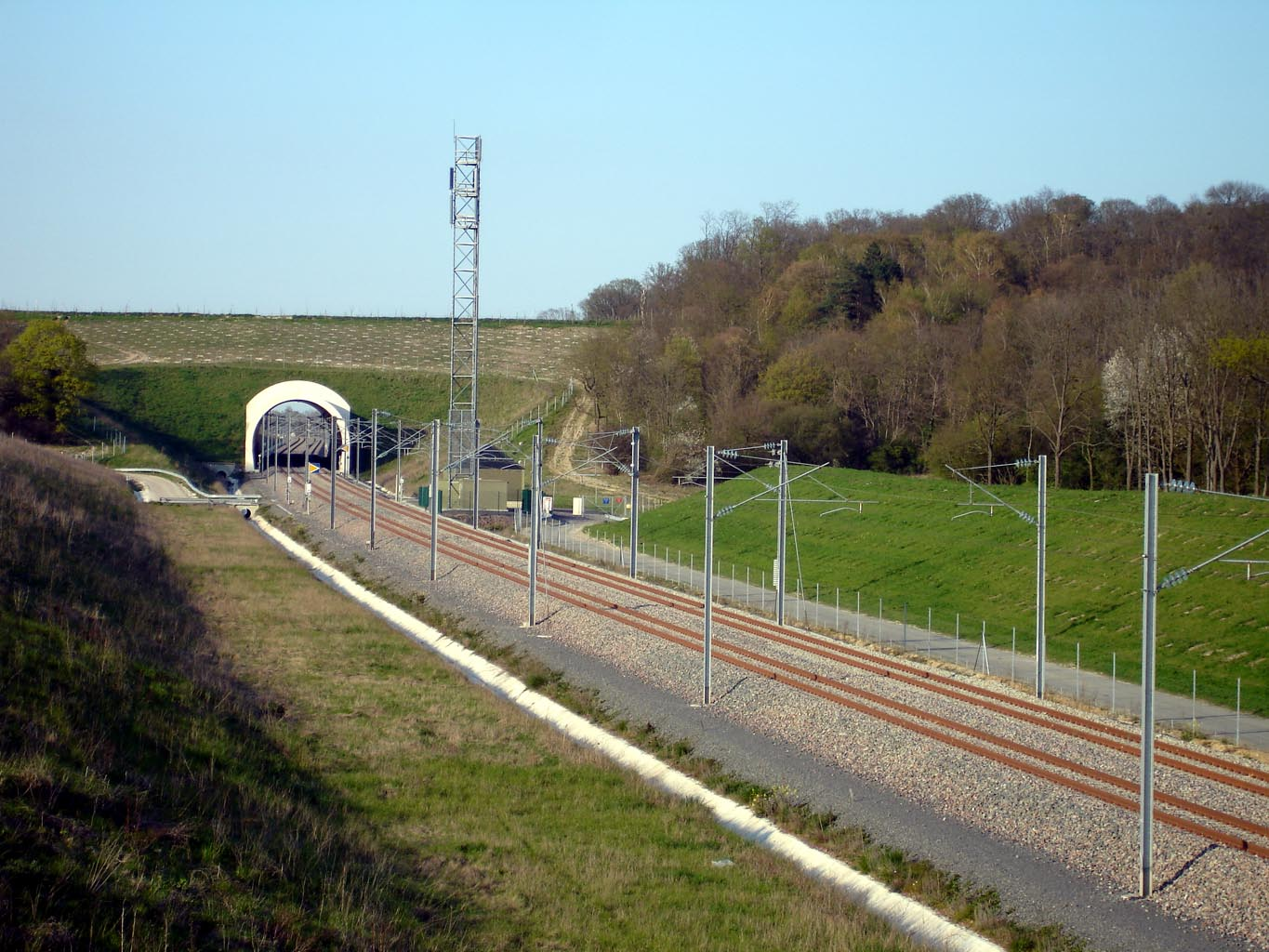
La LGV Est a Pomponne (Seine-et-Marne), nella periferia parigina

- la prima (circa 300 km) va da Vaires-sur-Marne (nella Seine-et-Marne, 20 km a est di Parigi) a Baudrecourt (Mosella), dove si ricongiunge alle linee ferroviarie "classiche" Metz-Strasburgo, Metz-Saarbrücken e Metz-Lussemburgo. Questo tratto è stato inaugurato il 15 marzo 2007 ed è funzionante da giugno 2007[4].
- la seconda (106 km) andrà da Baudrecourt à Vendenheim (Bas-Rhin), nei pressi di Strasburgo, attraversando i Vosgi. È stata completata nel luglio 2016[5]. Aspettando questo prolungamento della LGV Est, i treni diretti a Strasburgo e a Mulhouse, nonché quelli diretti in Svizzera e nel Sud della Germania hanno utilizzato ad un massimo di 160 km/h la linea Metz-Strasburgo dal punto di raccordo di Baudrecourt.

#### I lavori
- 28 gennaio 2002: inizio ufficiale dei lavori di costruzione.
- 19 ottobre 2004: il ministro dei trasporti Gilles de Robien posa il primo binario della LGV Est a Saint-Hilaire-au-Temple (Marne). I lavori di terrazzamento sono stati realizzati per l'80 % e sulle 338 grandi opere ingegneristiche del progetto, 290 (di cui 14 viadotti) sono state concluse.
- 8 giugno 2006: la milionesima traversa della LGV Est européenne, colorata di verde per l'occasione, è posata.
- 20 settembre 2006: il Primo ministro, Dominique de Villepin, salda ufficialmente l'ultimo binario del progetto a Chauconin-Neufmontiers nella Seine-et-Marne.[6]

#### I costruttori
RFF (Réseau ferré de France) è il proprietario della rete ferroviaria francese e dirige il progetto LGV Est. I lavori di genio civile se li sono divisi 5 società: SNCF, ISL, Tractebel, Scétauroute et Setec. La SNCF si è aggiudicata circa il 50 % degli appalti di genio civile, assieme alla società EEG Simecsol. La SNCF dirige inoltre tutti i lavori "straordinari" di superstruttura (ad es.: binari, elettrificazione, segnaletica) sotto l'egida di RFF.
| Head station |

| Unknown route-map component "LSTRq" | Unknown route-map component "kABZq2" | Unknown route-map component "KRZo+k23" | Unknown route-map component "kABZq+3" | Unknown route-map component "LSTRq" |

| Unknown route-map component "kABZg+14" |

| Stop on track |

|  | Unknown route-map component "eKRWgl" | Unknown route-map component "exKRW+r" |

| Unknown route-map component "exKRW+l" | Unknown route-map component "eKRWgr" | Unknown route-map component "exBHF" |

| Unknown route-map component "exSTR" | Straight track | Unknown route-map component "exHST" |

| Unknown route-map component "exSTR" | Straight track | Unknown route-map component "exHST" |

| Unknown route-map component "exSTR" | Straight track | Unknown route-map component "exKHSTe" |

| Unknown route-map component "exHST" | Straight track |  |

| Unknown route-map component "exHST" | Straight track |  |

| Unknown route-map component "exKHSTe" | Straight track |  |

| Stop on track |

| Unknown route-map component "kABZg23" |

| Unknown route-map component "exSTR+l" | Unknown route-map component "kABZq1" | Unknown route-map component "KRZo+k14" | Unknown route-map component "kABZq+4" | Unknown route-map component "exSTR+r" |

| Unknown route-map component "exSTR" |  | Straight track |  | Unknown route-map component "exBHF" |

| Unknown route-map component "exSTR" |  | Straight track |  | Unknown route-map component "exHST" |

| Unknown route-map component "exSTR" |  | Straight track |  | Unknown route-map component "exSTR" + Unknown route-map component "exlZOLL" |

| Unknown route-map component "exSTR" |  | Straight track |  | Unknown route-map component "exKBHFe" |

| Unknown route-map component "exSTR" |  | Stop on track |  |  |

| Unknown route-map component "exBHF" |  | Unknown route-map component "eKRWgl" | Unknown route-map component "exKRW+r" |  |

| Unknown route-map component "exHST" |  | Straight track | Unknown route-map component "exSTR" |  |

| Unknown route-map component "exKRWgl" | Unknown route-map component "exKRW+r" | Straight track | Unknown route-map component "exHST" |  |

| Unknown route-map component "exHST" | Unknown route-map component "exSTR" | Straight track | Unknown route-map component "exSTR" |  |

| Unknown route-map component "exKHSTe" | Unknown route-map component "exSTR" | Straight track | Unknown route-map component "exSTR" |  |

| Unknown route-map component "exKRW+l" | Unknown route-map component "exKRWgr" | Straight track | Unknown route-map component "exSTR" + Unknown route-map component "exlZOLL" |  |

| Unknown route-map component "exKHSTe" | Unknown route-map component "exSTR" | Straight track | Unknown route-map component "exSTR" |  |

| Unknown route-map component "exSTR" | Straight track + Unknown route-map component "GRZq" | Unknown route-map component "exSTR" |

| Unknown route-map component "exKRWg+l" | Unknown route-map component "eKRWgr" | Unknown route-map component "exSTR" |

| Unknown route-map component "exHST" | Unknown route-map component "tSTR" | Unknown route-map component "exSTR" |

| Unknown route-map component "exSTR" | Unknown route-map component "tSTR" | Unknown route-map component "exHST" |

| Unknown route-map component "exSTR" | Unknown route-map component "tSTR" | Unknown route-map component "exHST" |

| Unknown route-map component "exSTR" | Unknown route-map component "tSTR" | Unknown route-map component "exHST" |

| Unknown route-map component "exSTR" | Unknown route-map component "tSTR" | Unknown route-map component "exKBHFe" |

| Unknown route-map component "exHST" | Unknown route-map component "tSTR" |  |

| Unknown route-map component "exKRWg+l" | Unknown route-map component "tKRWr" |  |

| Unknown route-map component "exBHF" |

| Unknown route-map component "exKRWgl" | Unknown route-map component "exKRW+r" |  |

| Unknown route-map component "exHST" | Unknown route-map component "exSTR" |  |

| Unknown route-map component "exHST" | Unknown route-map component "exSTR" |  |

| Unknown route-map component "exSTR" + Unknown route-map component "exlZOLL" | Unknown route-map component "exSTR" |  |

| Unknown route-map component "exBHF" | Unknown route-map component "exSTR" |  |

| Unknown route-map component "exKBHFe" | Unknown route-map component "exSTR" |  |

| Unknown route-map component "exSTR" + Unknown route-map component "exlZOLL" |

| Unknown route-map component "exHST" |

| Unknown route-map component "exBHF" |

| Unknown route-map component "exKBHFe" |

#### Il finanziamento del progetto TGV Est
Quello del TGV Est è il primo progetto TGV che ha necessitato il contributo delle collettività locali per essere finanziato, assieme allo Stato e all'Unione europea. La contribuzione di ciascuno è stata decisa nel corso di varie riunioni, a seconda del guadagno di tempo sulla relazione ferroviaria verso Parigi. Infatti, la regione Alsazia ha dovuto pagare quasi 300 milioni di euro. È molto probabile che questo modo di finanziamento sia ricondotto per la seconda parte del progetto LGV Est.
Il finanziamento del progetto, il cui costo era inizialmente stimato a 3,125 miliardi d'euro (l'equivalente di circa 20,5 miliardi di franchi francesi o di oltre 6000 miliardi di lire italiane) è ripartito come segue:
- Stato francese: 1 220 M€
- Unione europea: 320 M€
- Granducato di Lussemburgo: 117 M€
- RFF (Réseau Férré de France): 682 M€
- SNCF: 49 M€
- Regioni, dipartimenti, comunità e agglomerazioni urbane, città: 736 M€
  - Totale Île-de-France: 76,22 M€
  - Totale Champagne-Ardenne: 124,25 M€
    - Regione Champagne-Ardenne: 42,08 M€
    - Città di Reims: 45,73 M€
    - Distretto di Reims: 3,96 M€
    - Consiglio Generale delle Ardenne: 7,62 M€
    - Consiglio Generale della Marne: 24,85 M€

  - Totale Lorena: 253,83 M€
    - Regione Lorena: 203,06 M€
    - Consiglio Generale della Meuse: 4,12 M€
    - Consiglio Generale della Meurthe e Mosella: 15,70 M€
    - Consiglio Generale della Mosella: 22,41 M€
    - Consiglio Generale dei Vosgi: 8,54 M€

  - Total Alsazia : 282,03 M€
    - Regione Alsazia: 141,02 M€
    - Consiglio Generale del Basso Reno: 70,58 M€
    - Agglomerazione urbana di Strasburgo: 35,37 M€
    - Consiglio Generale dell'Alto Reno: 24,39 M€
    - Città di Colmar: 3,66 M€
    - Città di Mulhouse: 7,01 M€

Questa partecipazione delle collettività locali, regionali e degli Stati confinanti è la conseguenza dell'applicazione di un decreto del marzo 1997 (articolo 4) che impedisce a RFF di finanziare un progetto richiesto dalle collettività se il rendimento economico del progetto non è sicuro, tranne se le collettività stesse si rendono partecipi del finanziamento.
Il progetto LGV Est ha necessitato un rifinanziamento dell'ordine di 290 milioni d'euro supplementari di cui si sono fatti carico lo Stato francese e RFF.
In occasione della visita del Primo ministro Dominique de Villepin per la posa dell'ultimo binario, è stato divulgato il costo reale dell'investimento per il progetto TGV Est: 5 miliardi di euro (2006), l'equivalente di oltre 9500 miliardi di lire.
Inoltre, i locomotori e le carrozze sono a carico della SNCF. Da notare è il fatto che su questa linea ad alta velocità circoleranno anche dei treni ICE della Deutsche Bahn sulla linea Parigi-Francoforte. A differenza della linea Bruxelles-Liegi-frontiera tedesca, le cadenze dei treni sulla LGV Est européenne sono il frutto di un accordo commerciale fra la Deutsche Bahn e la SNCF, in modo che le destinazioni servite delle due società non lo siano in modo concorrenziale, bensì complementare.

### I test effettuati prima dell'apertura della linea

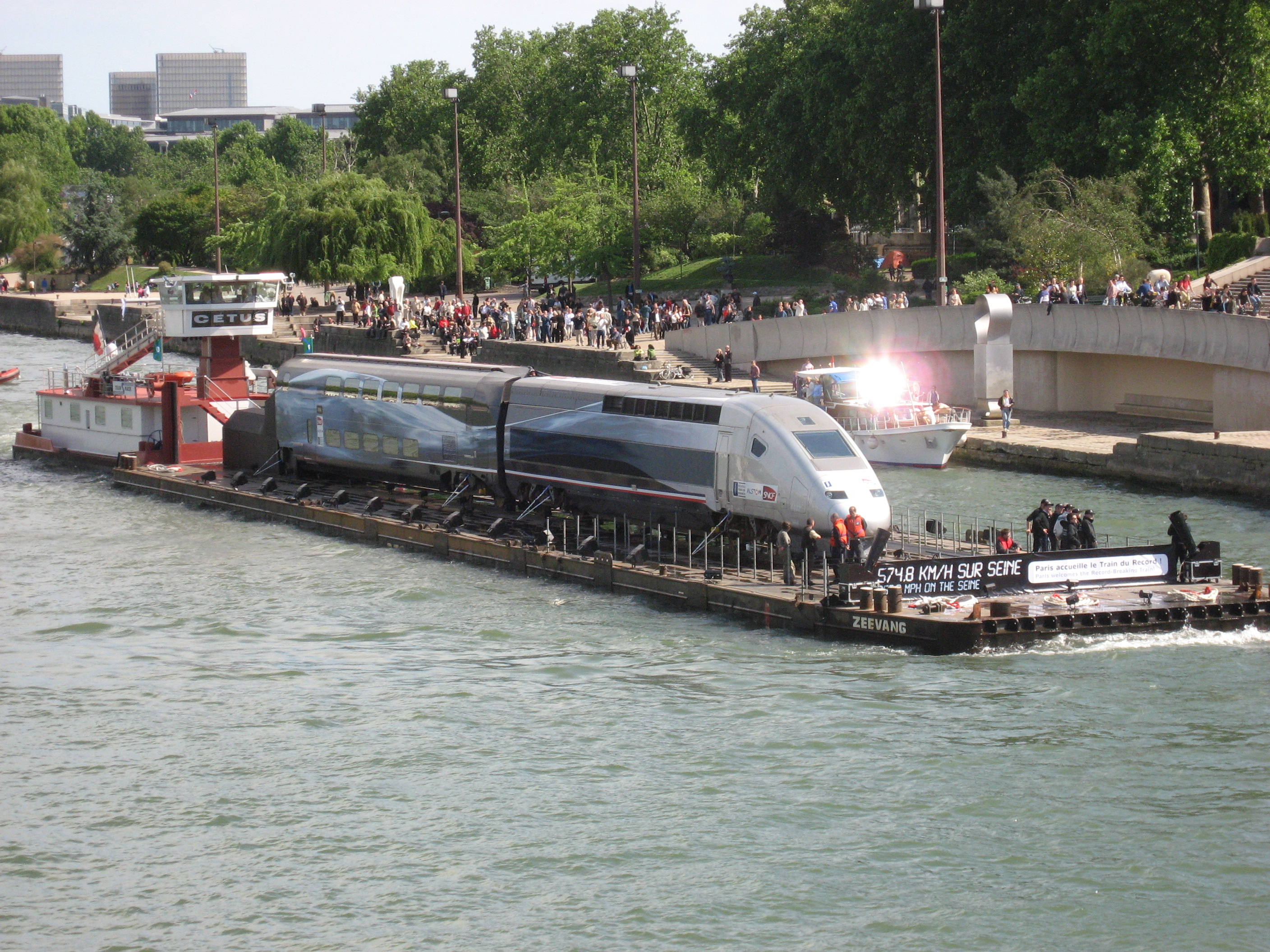
La motrice del record e il suo rimorchio durante una parata sulla Senna il 13 maggio 2007

Alla fine dei lavori di costruzione, sono stati effettuati dei test per verificare i limiti delle infrastrutture e dei treni. Il progetto « V 150 » (che sta per 150 metri/secondo, cioè 540 km/h) nacque nello stesso periodo. Questi test (a proposito dei binari, delle condizioni climatiche e delle temperature, delle accelerazioni e del sistema elettrico) hanno contribuito ad innalzare il livello di affidabilità di tutta la struttura e, allo stesso tempo, di incrementare il comfort (rumori, vibrazioni) elaborando i dati ricavati da oltre 800 punti di controllo.
Il 3 aprile 2007, alle 13h15, un prototipo del TGV Est, studiato apposta per l'occasione e profondamente modificato rispetto ai convogli tradizionali, ha battuto il record mondiale di velocità su rotaia raggiungendo l'incredibile velocità di 574,8 km/h, circa 160 m/s. Si ricordi che il precedente record mondiale di velocità su rotaia era detenuto sempre dal TGV che nel maggio 1990 sfrecciò a 515,3 km/h. Per dare la potenza necessaria di 19,5 MW al treno, la tensione è stata portata a 31 kV (invece di 25 kV), limitando così l'intensità della corrente a 630 A.

### Messa in funzione
La messa in funzione della prima tratta del progetto, inizialmente prevista nel 2006, ha avuto luogo nel giugno 2007. Per quanto concerne la seconda fase del progetto LGV Est, sebbene le operazioni preliminari (studi dettagliati, analisi approfondite, espropriazione dei terreni necessari) siano a buon punto, è ancora troppo presto per prevedere con esattezza la messa in servizio della seconda tratta.
I TGV hanno cominciato a circolare da giugno 2006 fra Parigi e l'est della Francia, conservando gli orari dei treni Corail che oramai sostituiscono, nel doppio scopo di formare i macchinisti e il personale di bordo e abituare la clientela alle caratteristiche del TGV fra cui, soprattutto, la prenotazione obbligatoria del posto.
La velocità commerciale di questa LGV è di 320 km/h rispetto ai 300 km/h delle altre linee ad alta velocità. La velocità di crociera più elevata è dovuta al tracciato della linea più rettilineo e a delle pendenze più dolci rispetto a quelle delle altre LGV (salite e discese al massimo del 25/1000 invece del 35/1000).

## Il progetto LGV Est
Comunemente denominata LGV Est o « linea del TGV Est », questa linea ad alta velocità è un'estensione della rete TGV in Francia che permette di collegare Parigi a Strasburgo (adesso in 2h20; successivamente in 1h50), ma anche a Reims, Metz, Nancy, Colmar, Mulhouse, Épinal, Saint-Dié, Thionville, Lussemburgo e alcune città della Germania e della Svizzera.
Permette, inoltre, dei collegamenti molto più rapidi fra l'est della Francia e le altre regioni dotate di LGV (LGV Sud-Est, LGV Ouest et LGV Sud-Ouest, LGV Nord, ...). Così facendo, si evita la capitale e, conseguentemente, si evita di doversi spostare da una ad un'altra stazione ferroviaria di Parigi.
La LGV Est s'inserisce in un colossale progetto a lungo termine che punta a collegare con l'alta velocità ferroviaria Parigi e Budapest, attraversando il nord-est della Francia, il sud della Germania, l'Austria e, infine, l'Ungheria.

### Tracciato della linea

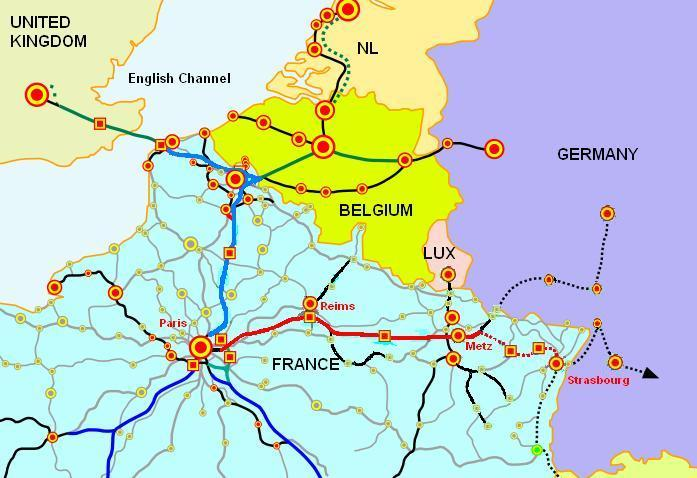
In rosso, il tracciato della LGV Est attualmente il funzione; il tratteggiato corrisponde alla seconda fase del progetto.

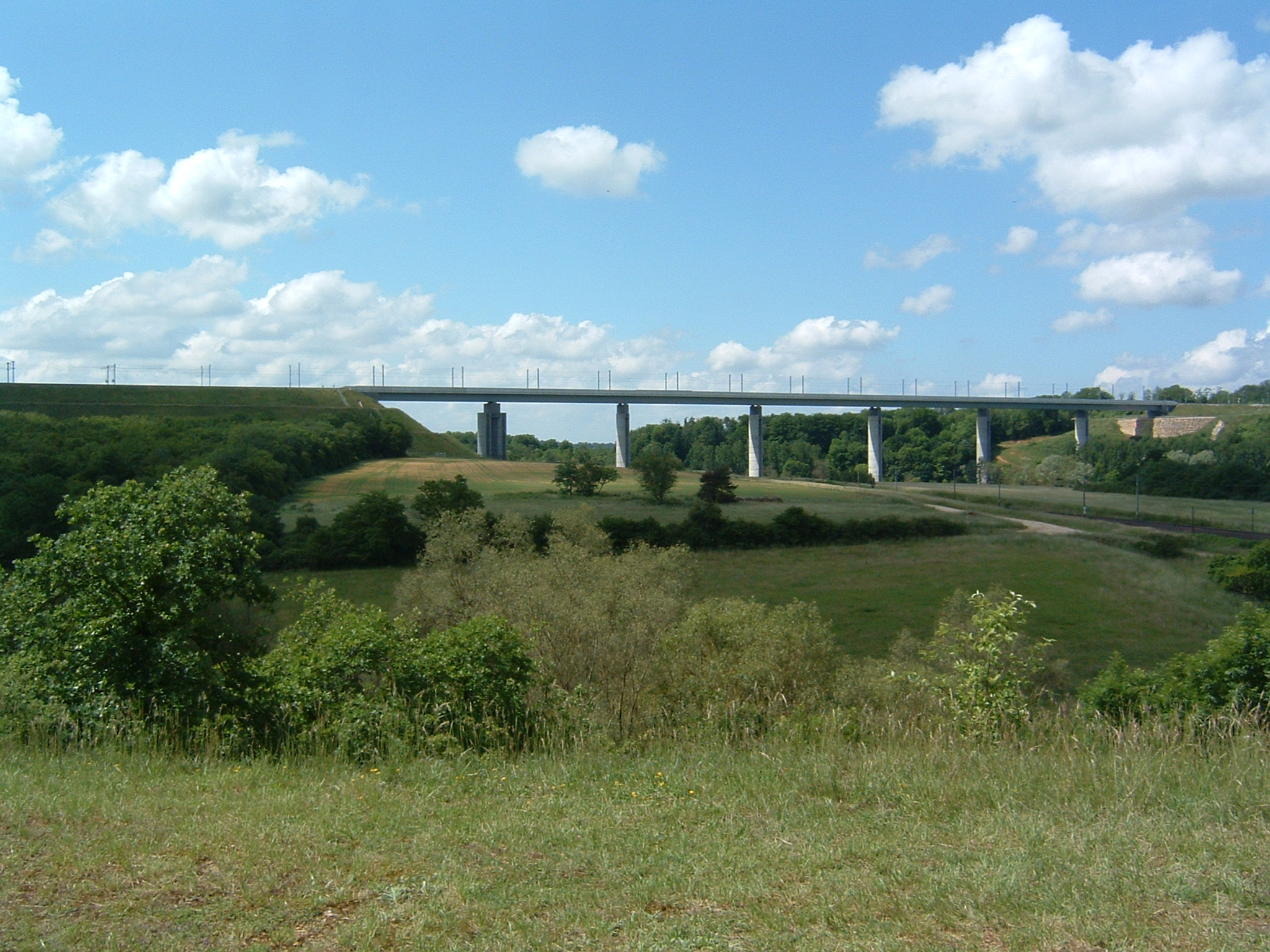
Il ponte di Jaulny (Meurthe e Mosella)

Nel suo complesso, la linea si estenderà per 406 km da Vaires-sur-Marne, nell'est della periferia parigina, a Vendenheim a nord di Strasburgo. Le regioni francesi attraversate sono l'Île-de-France, la Picardie, la Champagne-Ardenne, la Lorena e l'Alsazia.
Il ponte più lungo, il ponte Viaduc de la Moselle (1500 m) è situato a Champey-sur-Moselle.
Come per le altre LGV finora in servizio, alcune città sono state tralasciate dalla LGV Est. In Lorena sono principalmente le città servite dall'attuale linea classica Parigi-Nancy-Strasburgo (a titolo di esempi, Commercy e Toul, ma anche Longwy e Pont-à-Mousson); sono state tralasciate anche alcune città del sud della Champagne (Langres, Chaumont e Troyes).

### Opere ingegneristiche
Lungo i 300 km della LGV Est, sono disseminate 338 opere d'arte: i viadotti, i ponti e i sottopassi. Fra i 14 viadotti della linea, 3 sono di particolare bellezza: il viaduc de la Meuse (602,50 m), il viaduc de Jaulny (480 m) e il viaduc de la Moselle (1510 m).

### Velocità di crociera, elettrificazione e segnaletica
Questa nuova linea di 300 km è stata progettata per permettere ai TGV di circolare ad una velocità potenziale di 350 km/h. La velocità di crociera in servizio commerciale è attualmente di 320 km/h (20 km/h di più delle altre linee ad alta velocità).
La linea è stata elettrificata, come le altre LGV, con corrente alternata 2 x 25 kV e con una frequenza di 50 Hz.
La linea è anche equipaggiata di circuiti a alta frequenza per la trasmissione di informazioni fra il treno e i binari, come le altre LGV francesi. È inoltre la prima linea francese a essere dotata di ETCS e di GSM-R, componenti del Sistema europeo di sorveglianza del traffico ferroviario (ERTMS). La LGV Est è così la prima linea ferroviaria francese ad alta velocità « interoperabile », cioè che permette la circolazione dei treni ad alta velocità non solo francesi, ma anche europei. La prima linea al mondo con tale sistema è stata la Ferrovia Roma-Napoli (alta velocità).

### Le 3 nuove stazioni TGV

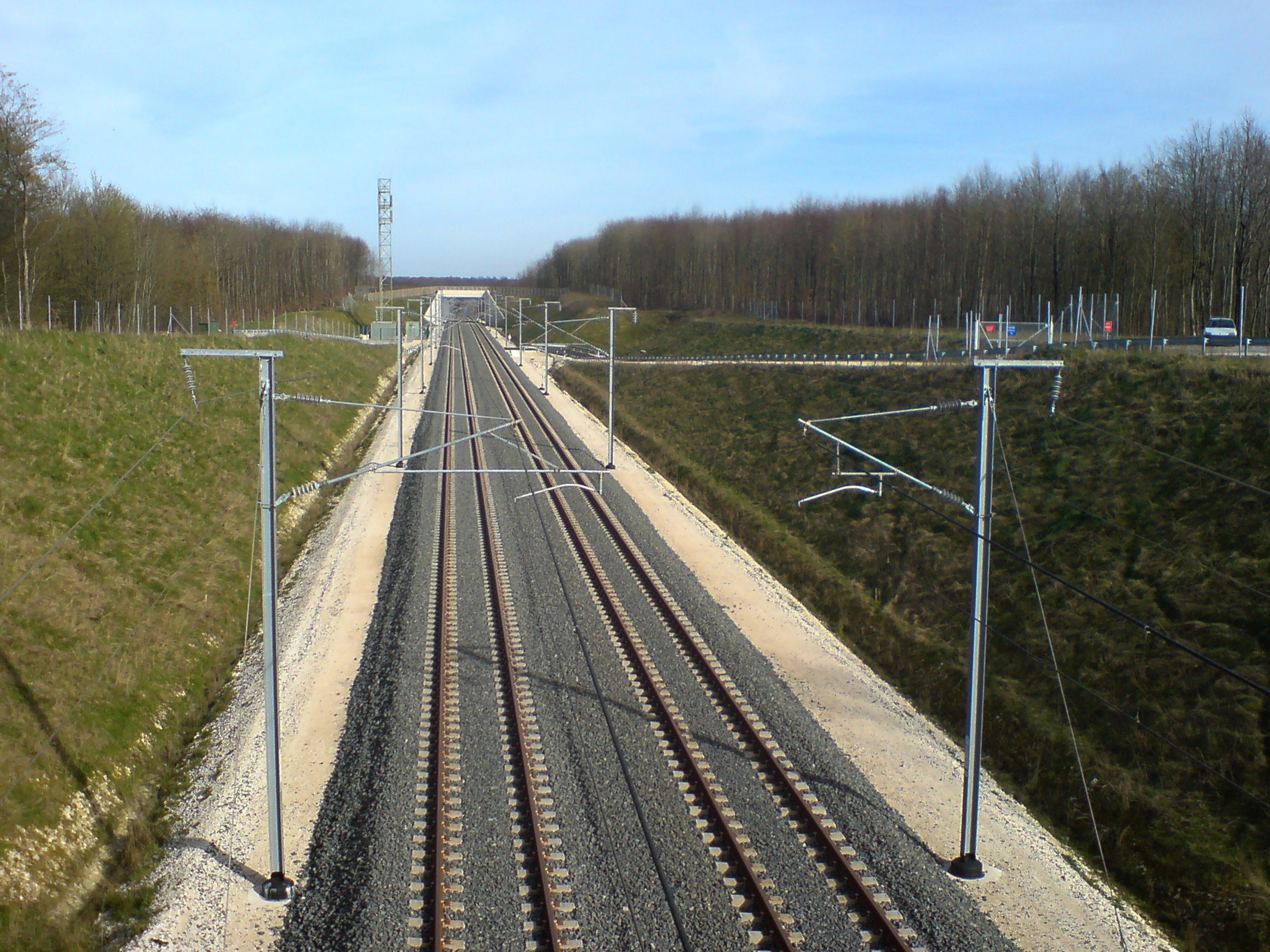
La LGV Est al punto chilometrico 217, vicino alla stazione Meuse TGV

#### Stazione di Champagne-Ardenne TGV
La stazione è situata a Bezannes, comune 5 km a sud di Reims, nella regione Champagne-Ardenne. Questa stazione ha come caratteristica l'essere interconnessa con la rete ferroviaria regionale TER. Sarà inoltre collegata col futuro tram di Reims, attualmente in costruzione.

#### Stazione di Meuse TGV
La stazione è situata a Trois-Domaines, a metà strada tra Bar-le-Duc e Verdun. La sua frequentazione dovrebbe essere assai modesta, data la scarsa densità di popolazione della regione circostante.
La creazione di questa stazione suscita tuttavia le speranze degli eletti locali a proposito dello sviluppo economico del département.

#### Stazione di Lorraine TGV
La stazione è situata a Louvigny, a 27 km da Metz e 37 km da Nancy, nel dipartimento della Mosella. Entro il 2012, è previsto il "trasloco" da questa stazione verso una nuova poco distante che offrirà, una volta ultimata, delle migliori possibilità di interconnessioni con la rete ferroviaria regionale e con l'aeroporto regionale.

### Lavori complementari
Oltre alla costruzione della nuova linea, il progetto comprende:
- l'ammodernamento delle linee esistenti Parigi-Vaires-sur-Marne, Strasburgo-Kehl, e delle stazioni ferroviarie delle città collegate dal TGV Est;
- l'elettrificazione delle linee nei Vosgi per permettere la circolazione dei TGV senza interruzioni fino a destinazione (completata nel 2005)[14].

#### Archeologia
Tutta la realizzazione grande dell'infrastruttura ha permesso di mettere alla luce di molte ricchezze archeologiche. Una legge del luglio 1980 obbliga a dedicare una parte del budget dell'opera alla salvaguardia di questi beni. Una prima diagnosi effettuata su 240 km del tracciato è stata effettuata a partire dall'autunno 2000 da quasi 150 archeologi dell'istituto nazionale di ricerca archeologica preventiva (INRAP). Per i 60 km restanti si è reso necessario attendere il disboscamento delle molte foreste. La ricerca archeologica effettuata sui 300 km del tracciato, ma anche nei siti di discarica dei materiali, ha reso possibile mettere alla luce quattrocento siti circa 30 di questi hanno richiesto degli scavi più approfonditi. L'operazione di ricerca conclusa nel luglio 2003 è costo complessivamente 20 milioni di € finanziati dalla RFF.

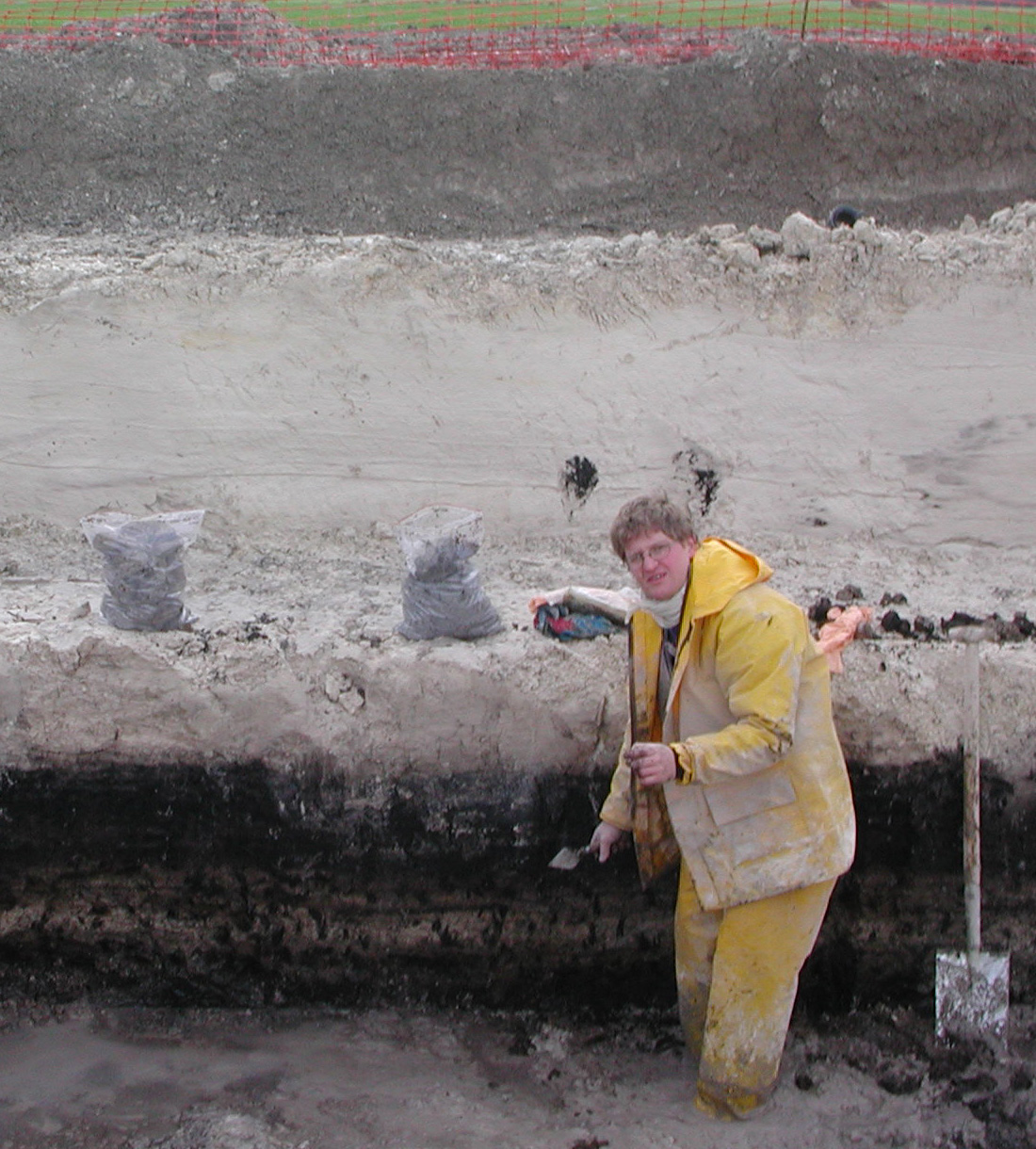
Una geoarcheologa al lavoro, sulla linea del LGV Est, davanti a una stratigrafia che mostra delle torbe e dei depositi lacustri

## Le destinazioni del TGV Est

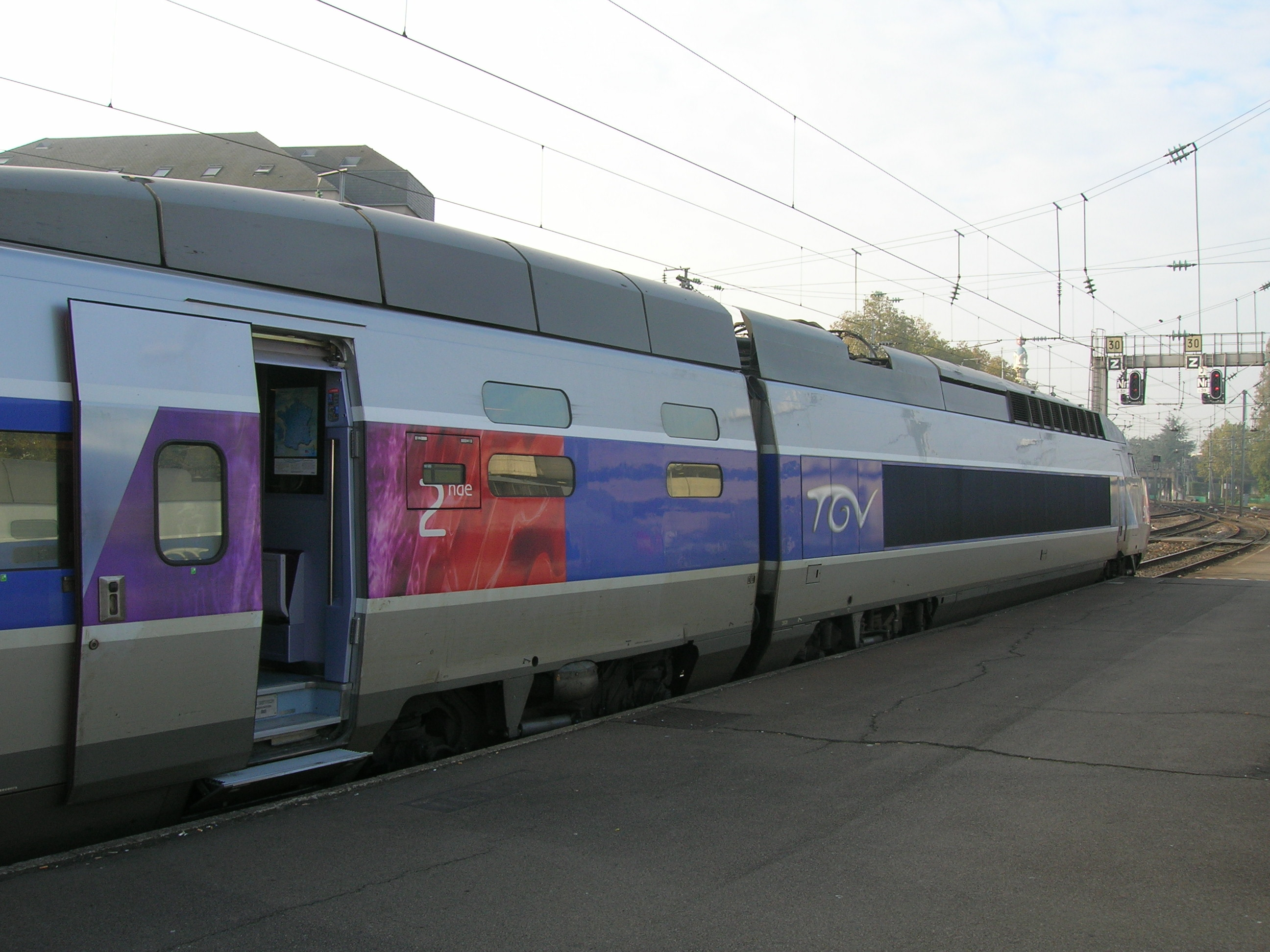
Treno TGV Réseau rinnovato da « Lacroix »

Il 2 febbraio 2005 si è riunito a Metz il comitato decisionale del progetto per presentare i futuri collegamenti del TGV Est.
Per andare da Parigi a Strasburgo non sono più necessarie 4h ma, da giugno 2007, solamente 2h17. Quando la seconda tratta sarà costruita, il tempo di percorrenza scenderà ulteriormente a 1h50.
Miglioramenti importanti sono stati realizzati per altri numerosi percorsi: Reims è a 45 minuti da Parigi invece di 1h35, Nancy e Metz a 1h30 e 1h23 invece di 2h55, Mulhouse a 3h10 invece di 4h25, Lussemburgo a 2h06 invece di 3h55, Basilea a 3h20 invece di 5h e Zurigo a 4h26 invece delle precedenti 6h.
La SNCF pubblicò nell'agosto 2006 gli orari dei TGV che percorrono la nuova linea LGV Est. Per quanto riguarda le cadenze, esse sono conforme a quelle annunciate all'inizio del progetto, tranne piccole eccezioni: Parigi dispone di un solo collegamento diretto quotidiano con Francoforte sul Meno e di 3 collegamenti quotidiani con Saarbrücken; i collegamenti diretti con Monaco di Baviera sono stati rimandati a dicembre 2007. Inoltre, vi è un solo collegamento diretto giornaliero fra Strasburgo e, rispettivamente, Rennes, Nantes e Bordeaux.
I viaggi in treno dalla Germania verso Parigi e viceversa, si fanno via Baudrecourt e Mannheim in direzione e in provenienza da Francoforte sul Meno; da e verso il sud della Germania e, quindi, Karlsruhe, Stoccarda e Monaco di Baviera, i nuovi TGV circolano via Strasburgo. Il tragitto verso Monaco da Parigi dura 5h30 rispetto alle precedenti 8h20 (la durata può variare a seconda degli ammodernamenti realizzati sulla rete tedesca).
La linea è percorsa da tre tipi di treni: dei treni TGV Réseau rinnovati dallo stilista Christian Lacroix per i collegamenti nazionali e quelli verso Lussemburgo; sono invece dei TGV POS (Paris-Ostfrankreich-Süddeutschland) e degli ICE 3 che viaggiano verso le altre destinazioni internazionali.

### Le tariffe dei biglietti
La nuova griglia tariffaria ha rapidamente provocato un'ondata di malcontento constatando il forte aumento dei prezzi dei biglietti e degli abbonamenti, soprattutto quello del Conseil économique et social della Lorena.
Secondo uno studio del Consiglio regionale della Mosella (2 marzo 2007), l'aumento dei prezzi dei biglietti TGV rispetto a quelli dei treni classici attualmente in servizio "varia fra il 20% e il 60% secondo la stazione di partenza, quella di destinazione e l'ora". Questi aumenti, ingiustificati secondo le collettività locali, sono argomento di aspri dibattiti fra i dipartimenti e regioni, e la SNCF. Altrimenti, le collettività locali minacciano di non contribuire al finanziamento della seconda tratta del progetto.

## La seconda fase
Il cantiere della seconda fase del progetto LGV Est tra Baudrecourt e Vendenheim durerà circa 5 anni, dal 2009 al 2014, dato che la creazione di un tunnel nei Vosgi lungo 4 km richiederà 3 anni di lavori.
Il costo complessivo di questa seconda fase, che ridurrà ulteriormente il tempo di percorrenza fra Parigi e Strasburgo da 2h20 a 1h50, sarà di circa 1,7 miliardi di euro. Ma il finanziamento non è ancora certo, per le ragioni elencate nel paragrafo precedente.

## Impatto socio-economico della linea

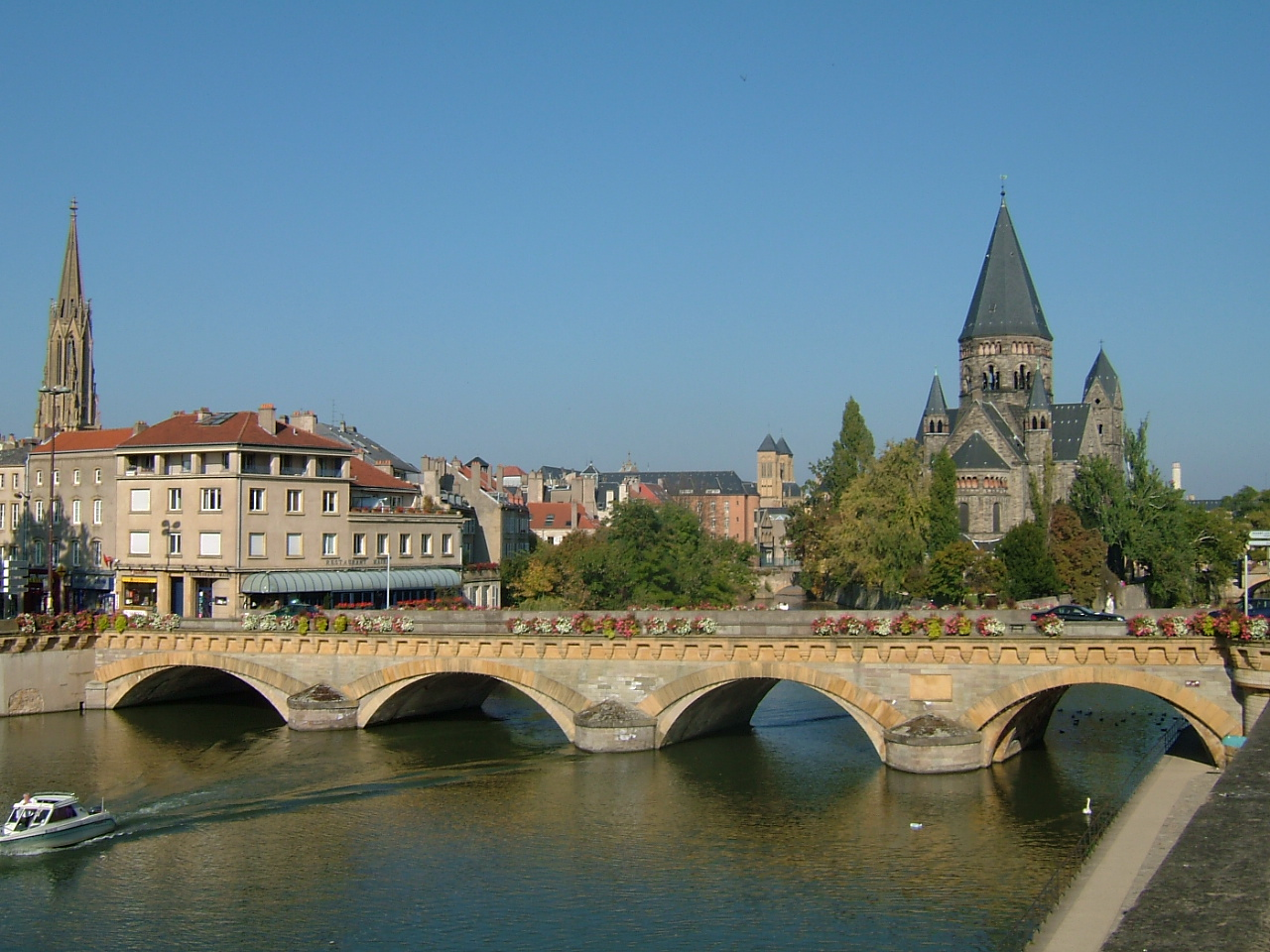
Il Moyen-Pont a Metz

L'entrata in servizio della LGV Est ha permesso di dividere mediamente per due i tempi di percorrenza ferroviari tra Parigi e l'est della Francia, il che fa ben sperare le regioni dell'est del paese, Infatti queste, con la disindustrializzazione, hanno vissuto e vivono delle situazioni economiche spesso precarie e cercano di rilanciare la loro economia.

## Primo bilancio
Il bilancio delle prime settimane di attività del TGV Est è globalmente più che positivo con delle percentuali di occupazione dei posti molto elevate per essere una nuova linea e nessun incidente rilevante è per ora avvenuto.